# 七夕絵どうろうまつり

七夕絵どうろうまつり（2019年）

七夕絵どうろうまつり（たなばたえどうろうまつり）は、七夕にちなんで秋田県湯沢市で毎年行われている祭である。

## 概要
七夕絵どうろうまつりは、毎年8月5日から7日に市内中心部の商店街を会場に行われる。商店街は屋台や七夕飾りで一色となり、夜になると大小数百の浮世絵美人の描かれた絵どうろうが華やかに街をともす。

## 歴史
湯沢における七夕行事は、江戸時代中期の1702年、京都から輿入れした久保田藩佐竹南家七代佐竹義安の奥方、関白鷹司兼煕の姫が京都への郷愁を五色の短冊に託し青竹に飾りつけたのが始まりとされる。
江戸時代から行事の折に絵どうろうをつるすのが風習となっており、七夕に絵どうろうが登場したのは明治のはじめで、仙台から来た野口栄吉が描いたものが最初だと言われている。

## イベント
- 絵どうろうの審査
- 七夕踊り
- 湯沢城址散策七夕ちょうちん行列
- 七夕健康マラソン
- 湯沢南家佐竹太鼓
- 大道芸フェスティバルin湯沢